# Добронь-Малий
Добронь-Малий (пол. Dobroń Mały) — село в Польщі, у гміні Добронь Паб'яницького повіту Лодзинського воєводства.